# برادلی بولک
برادلی بولک (۱ اکتبر ۱۹۲۵–۱۵ ژانویه ۲۰۱۹) صداپیشه آمریکایی بود.